# Ночь без конца
О романе Агаты Кристи см. Бесконечная ночь
«Ночь без конца» (Night Without End) — остросюжетный роман шотландского автора Алистера Маклина, впервые опубликован в 1959 году. 

## Описание сюжета
Лайнер авиакомпании ВОАС совершает аварийную посадку в Гренландии. Экипаж полярной станции Международного геофизического года: доктор Мейсон, эскимос Нильсен (Джек Соломинка) и радист Джонс — спешит на помощь. Они переводят уцелевших пассажиров и членов экипажа на станцию. Мейсон понимает, что дело нечисто – все выглядят будто очнувшимися от действия  сильнодействующего снотворного. Один из погибших на борту пассажиров и пилот оказываются застреленными. Неизвестный злоумышленник выводит из строя рацию станции и самолёта и поджигает самолёт, ночью убивает тяжелораненого пилота. Мейсон объявляет пассажирам, что преступник находится среди них.  
Поскольку большая часть персонала станции ушла в дальнюю экспедицию на современном вездеходе, а запасы провианта недостаточны, Мейсон и его люди запускают запасной вездеход «Ситроен» и пускаются в опасный путь к ближайшему поселению на побережье в 300 км. Джонс остаётся на базе, чтобы починить рацию. Их товарищи возвращаются на станцию и устремляются за ними, однако неизвестные подмешали сахар в топливо, оставшееся на базе. Тем не менее, воспользовавшись советом одного из пассажиров, умирающего от диабета химика Малера, топливо удаётся очистить. Начальник станции капитан Хиллкрест сообщает, что один из пассажиров вёз секретное устройство для запуска ракет и что страны НАТО стягивают к Гренландии все доступные силы. Узнав, что устройство было замаскировано под радиоприёмник, герои разоружают одного преступника, но второй преступник разоружает самого Мейсона. Преступники берут под контроль «Ситроен» и бросают героев на верную смерть в снежной пустыне, захватив с собой двух заложников. 
Героям удаётся запустить метеозонд, подобранный в брошенном бандитами грузе, и привлечь внимание вездехода Хиллкреста. Понимая, что военные предпочтут уничтожить «Ситроен», нежели упустить устройство, полярники устраивают засаду, в отчаянной схватке нейтрализуют преступников и спасают заложников.

## Критическое восприятие
Критики отметили Маклина за превосходное отображение безжалостной арктической среды. Среди прочих литературное приложение газеты The Times дало роману очень благоприятные оценки после его выхода. Газета The New York Times назвала произведение «взрывным приключенческим романом наполненным реалистичными, тщательно проработанными данными.» Газета Chicago Tribune назвала книгу «мощной». Майкл Фрейн на страницах The Guardian назвал роман «неуклюже написанным, абсурдно неправдоподобным, глубоко леденящим»..

## Попытки экранизации
В августе 1959 года Джордж Ситон и Уильям Перлберг приобрели права на экранизацию и вступили в соглашение с киностудией "Парамаунт". Они желали, чтобы в фильме сыграла Дебби Рейнольдс с которой у них был длительный контракт. Для написания сценария наняли Эрика Эмблера. Также было объявилено, что в фильме снимется Лилли Палмер.
В 1961 году Ситон заявил, что планирует снять фильм после фильма The Hook. На одну из ролей пригласили  Уильяма Холдена В декабре 1961 года было объявлено, что режиссёром фильма от компании "Парамаунт" станет Ричард Уилсон. В 1963 году Уилсон сказал, что у него всё ещё есть желание снять фильм, и написал сценарий вместе со своей женой Элизабет Вэнс.
Тем не менее, роман так никогда и не был экранизован.